# جانکارلو پرینی
جانکارلو پرینی (ایتالیایی: Giancarlo Perini؛ زادهٔ ۲ دسامبر ۱۹۵۹) دوچرخه‌سوار اهل ایتالیا است.